# Angélica Mendoza de Ascarza
Angélica Remigia Mendoza de Ascarza (Ayacucho, 1 de octubre de 1929 - ib, 28 de agosto de 2017), más conocida con el seudónimo mamá Angélica o mamacha Angélica, fue una campesina y activista peruana de los derechos humanos, considerada un símbolo de los activistas de los derechos de las víctimas de desaparición forzada de 1980 a 2000 en plena época del terrorismo en el Perú.

## Biografía
Nació un 1 de octubre de 1929 en Ayacucho. Vivió toda su niñez en los campos de cultivo de los Andes centrales. Ya adulta, el 7 de junio de 1964 concibió a su hijo Arquímedes Mendoza con el cual vivió hasta los 19 años en pleno inicio de los ataques del terrorismo de Sendero Luminoso que se declaraba en guerra contra el Estado peruano.

## Contexto histórico
En el Perú, entre los años 1980 y 2000, se desarrolló una conflicto armado interno entre el grupo subversivo Sendero Luminoso y el Estado peruano. A partir de 1983 y en los siguientes años, los ataques de Sendero Luminoso no se limitaron al campo. Se perpetraron ataques contra infraestructuras en las ciudades de Huancayo, Huancavelica, Cerro de Pasco, Huánuco, Andahuaylas, Abancay, Ayacucho y Lima. Así empezaron los ataques a las líneas de alta tensión que causaron apagones dejando a ciudades enteras sin suministro eléctrico.
En Huamanga, capital del distrito de Ayacucho, el Ejército estableció como una de sus bases de operaciones, en el cuartel N.º 51 "Los Cabitos". En ese lugar, la Comisión de la Verdad y Reconciliación registró 138 testimonios de familiares de personas que fueron secuestradas, torturadas o asesinadas por las Fuerzas Armadas y Policiales en 1983 y 1984.

## Los hechos

### Secuestro y desaparición forzada de su hijo Arquímedes
Durante la madrugada del 2 de julio de 1983, un grupo de fuerzas del ejército y la policía irrumpieron en la vivienda de Arquímedes Ascarza Mendoza, ubicada en el Asentamiento Humano Ciudad Libertad de las Américas (Huamanga), registrando toda la casa. Según el testimonio de Angélica Mendoza Almeida, madre de Arquímedes, durante el allanamiento los militares amenazaron de muerte a Angélica, a su hija Ana María y a su esposo Estanislao, apuntándoles con armas y ubicándolos contra la pared, mientras otros militares sacaron a Arquímedes de su habitación y lo arrastraron hasta un vehículo ubicado fuera del domicilio.
En posteriores declaraciones a la Comisión de la Verdad y Reconciliación (CVR), Estanislao describió a quienes habían ingresado a su domicilio a la fuerza:

"...había unos que estaban vestidos con uniforme de militar, color verde, galones en el hombro y pasamontañas. Otros vestían pantalón verde, chompa negra y pasamontañas. Todos llevaban botas de color negro y armas tipo metralletas, revólveres, palos en el cinto. Algunos llevaban armas colgadas al hombro y otros nos apuntaban con ellas..."

Después de subirlo al camión donde se encontraban otros detenidos, fue llevado hasta el cuartel Los Cabitos. Según el testimonio de Angélica Mendoza, uno de los militares que sustrajo a Arquímedes le indicó expresamente que podría buscar a su hijo en el Cuartel Los Cabitos al día siguiente, y que se lo llevaban para tomarle una declaración. Estanislao Ascarza Barrón, el padre de la víctima, señaló que su hijo fue detenido debido a una acusación realizada por un individuo que se hallaba en la calle.
Angélica Mendoza indicó a la CVR que días después del arresto, un suboficial le dio una nota de su hijo, manifestándole además que él estaba detenido en el Cuartel Los Cabitos. La nota decía lo siguiente:

“Mamá por favor, conseguir abogado y buscar los modos posibles de que me pasen al Juzgado porque mi situación está bien complicada. Yo me encuentro bien, no se preocupen, pero de todas maneras insistan diario al cuartel para que me pasen al Juzgado o hablar con alguien a conseguir dinero. Chau. Arquímedes.”

Quince días después de la detención, tuvieron noticias de que Arquímedes había sido llevado en un helicóptero y desde ese momento no volvieron a saber sobre su paradero.

## Proceso de la búsqueda de Arquímedes y los demás desaparecidos

### Fundación de ANFASEP

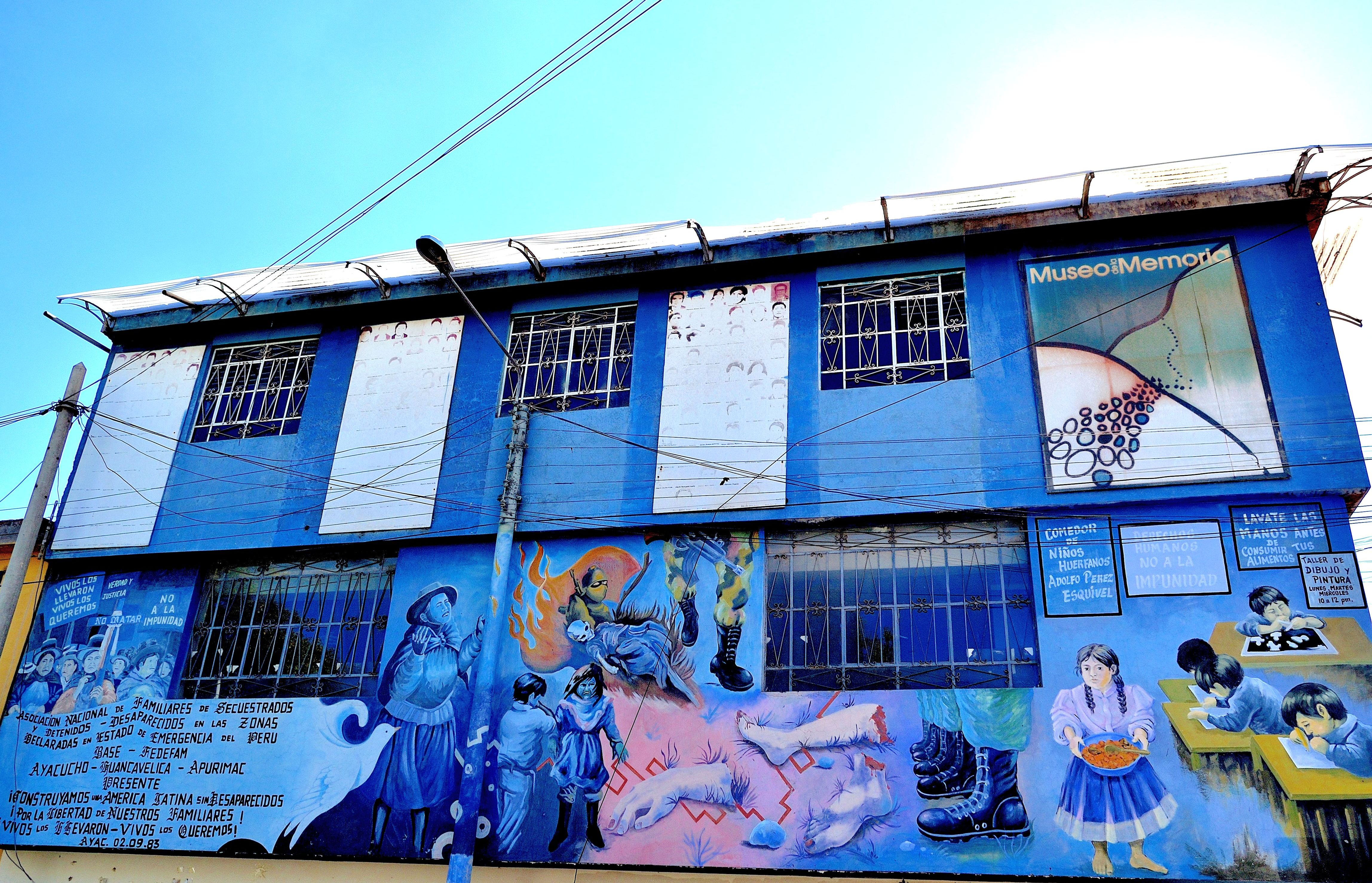
Local de la Asociación Nacional de Familiares de Secuestrados, Detenidos y Desaparecidos del Perú.

En Ayacucho, un 2 de septiembre de 1983, Angélica Mendoza con otras mujeres quechuahablantes, fundan la primera organización de familiares de las víctimas de violaciones a los derechos humanos del Perú, denominada Asociación Nacional de Familiares de Secuestrados, Detenidos y Desaparecido del Perú (ANFASEP). Angélica Mendoza fue elegida presidenta. Mendoza contó con el apoyo de la alcaldesa de la Municipalidad Provincial de Huamanga, Leonor Zamora, (1983-1986) para organizar la búsqueda de sus familiares desaparecidos. En 1985, el Papa Juan Pablo II visitó Ayacucho. Desde esa fecha, una cruz de madera con la inscripción de "No Matar" será el símbolo de ANFASEP.  En 1985, ANFASEP logró realizar la primera marcha pública por la Plaza de Armas de Ayacucho acompañados por el Premio Nobel de la Paz (1980), Adolfo Pérez Esquivel. Este hecho es considerado como un hito en la historia de ANFASEP. 

### Testimonio en laComisión de la Verdad y Reconciliación(CVR)
Angélica Mendoza testificó sobre la detención y desaparición de su hijo efectuado en la madrugada del 12 de julio de 1983.
Ejecutado por exmiembros del Ejército Peruano en el segundo gobierno de Fernando Belaúnde Terry. Fueron responsables de 53 casos de un total de 138 por estas desapariciones forzadas en el cuartel Los Cabitos, el coronel Paz Avendaño, para quien se dictaminó 23 años de cárcel, fue jefe del destacamento de inteligencia conocido como la ‘Casa Rosada’. Por su parte, para el coronel Humberto Orbegozo Talavera, exjefe del cuartel, se ordenó 30 años de prisión.
Ella indica en su testimonio, que su hijo estudiante de la Universidad Nacional San Cristóbal de Huamanga, quién no tenía ningún vínculo con el profesor Abimael Guzmán Reynoso, fue secuestrado por estos exmilitares sin prueba alguna y que hasta ahora no se ha encontrado los restos.

### Caso Los Cabitos
En agosto de 2017 la corte suprema del Perú dicta prisión para 53 personas involucradas en los arrestos masivos y de los que en la mayoría no se volvió a tener rastro alguno.

Las familias han conseguido un poco de justicia, hay culpables declarados, sin embargo, debemos seguir atentos para que está se consolide y siente un precedente para nuestra memoria, para nuestra lucha, para la paz y justicia para las familias de Ayacucho y del Perú. Muchas gracias quienes estuvieron con las familias hasta el final de este largo proceso.
Mendoza de Ascarza declarando sobre el fin del Caso Los Cabitos 18 de agosto de 2017

### Después de la época del terrorismo

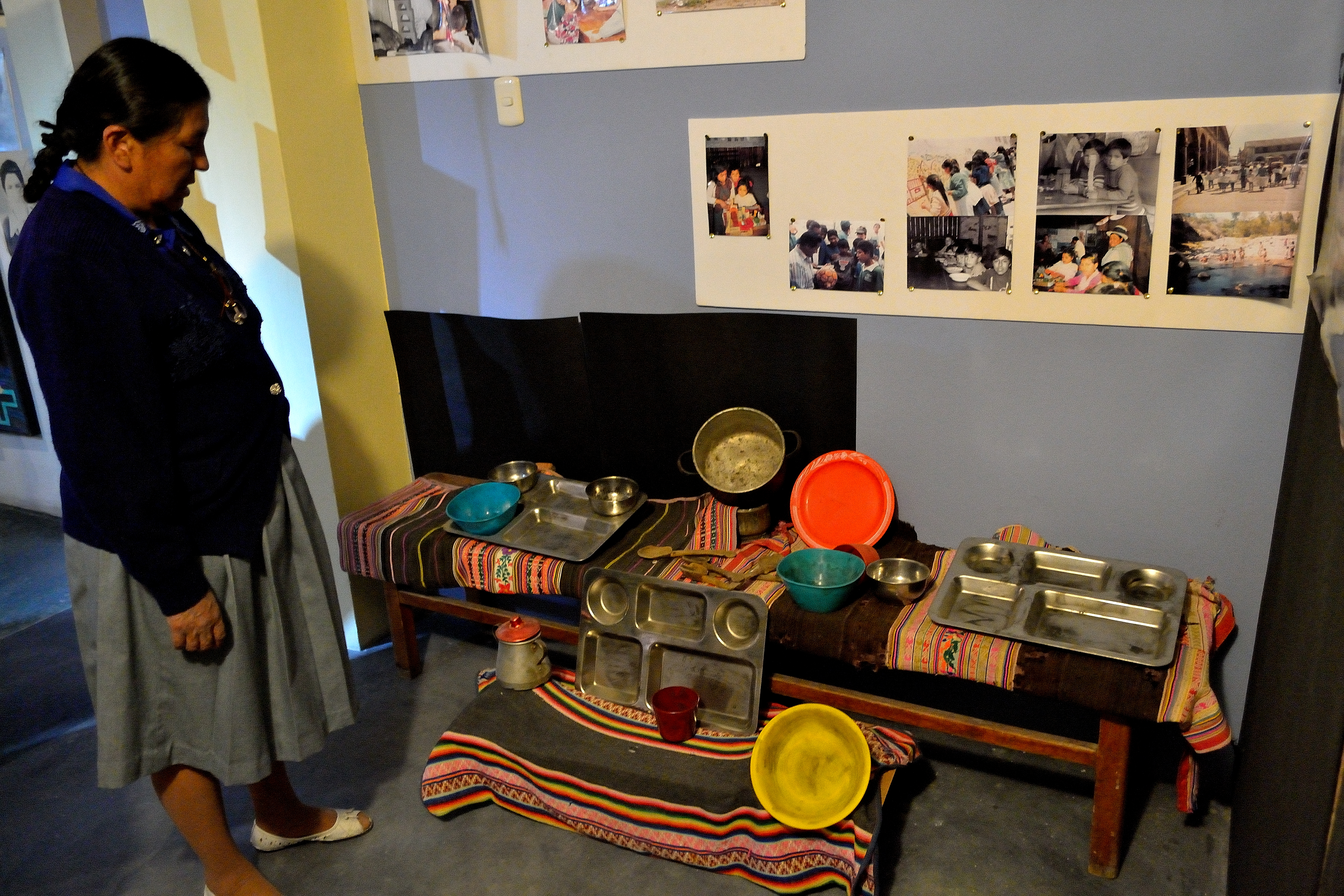
Mendoza enseñando las pertenencias de unos desaparecidos.

Posteriormente, al finalizar la guerra interna, había varios muertos y miles de desaparecidos, de los cuales sus familias pedían su búsqueda, por lo que el presidente provisional Valentín Paniagua crea la Comisión de la Verdad y Reconciliación para lograr atender las demandas que los ciudadanos hacían. Angélica Mendoza brindó sus declaraciones. Aun así, el nuevo gobierno poco le pudo ayudar, ya que por temas de burocracia su caso se estancó. Mendoza siguió liderando el ANFASEP, que seguía activo hasta ese tiempo.

### Enfermedad y defunción
En 2016, familiares de Mendoza comunicaron que Angélica se encontraba en un estado grave de salud, por su estado elevado de azúcar que le había ocasionado una cetoacidosis diabética tanto así que no podía mantenerse en pie por los fuertes dolores que tenía, por lo que se mantenía postrada en cama. El lunes 28 de agosto de 2017, en las horas de la tarde, Mendoza fallecería en su casa a los 88 años.

## Premios ganados
- Medalla de la Defensoría del Pueblo[16] (2012)